# الیزابت آوه‌یان
الیزابت آوه‌یان (اسپانیایی: Elizabeth Avellán‎؛ زادهٔ ۸ نوامبر ۱۹۶۰) هنرپیشه، انیماتور و تهیه‌کننده اهل ایالات متحده آمریکا است. وی از سال ۱۹۹۱ میلادی تاکنون مشغول فعالیت بوده‌است.

## گزیدهٔ فیلم‌شناسی
- شهر گناه: بانویی که به خاطرش می‌کشم (۲۰۱۴)
- بچه‌های جاسوس: همه زمان در جهان (۲۰۱۱)
- غارتگران (۲۰۱۰)
- ماشته (۲۰۱۰)
- کوتوله‌ها (۲۰۰۹)
- سیاره ترور (۲۰۰۷)
- ضد مرگ (۲۰۰۷)
- گرایندهاوس (۲۰۰۷)
- شهر گناه (۲۰۰۵)
- بچه‌های جاسوس ۳: بازی باخته (۲۰۰۳)
- روزی روزگاری در مکزیک (۲۰۰۳)
- بچه‌های جاسوس ۲: جزیره رویاهای از دست رفته (۲۰۰۲)
- بچه‌های جاسوس (۲۰۰۲)
- کادر آموزشی (۱۹۹۸)
- از گرگ و میش تا سحر (۱۹۹۶)
- دسپرادو (۱۹۹۵)
- ال ماریاچی (۱۹۹۲)